# Rio Orb
O Orb é um rio com 135 km de comprimento no departamento de Hérault, sul da França, que nasce nos maciços de Escandorgue e desagua no mar Mediterrâneo.
Ao longo do seu percurso passa pelas seguintes comunas: Ceilhes-et-Rocozels, Avène, Le Bousquet-d'Orb, La Tour-sur-Orb, Bédarieux, Hérépian, Lamalou-les-Bains, Le Poujol-sur-Orb, Roquebrun, Cessenon-sur-Orb, Lignan-sur-Orb, Béziers, Sauvian, Sérignan e Valras-Plage.
Em Béziers é atravessado pelo canal du Midi, numa curiosa obra de engenharia, o aqueduto de Orb. 
Em Capestang, na época romana era cruzado por uma ponte chamada ponte Serme.. 
Desagua no mar perto de Valras-Plage.

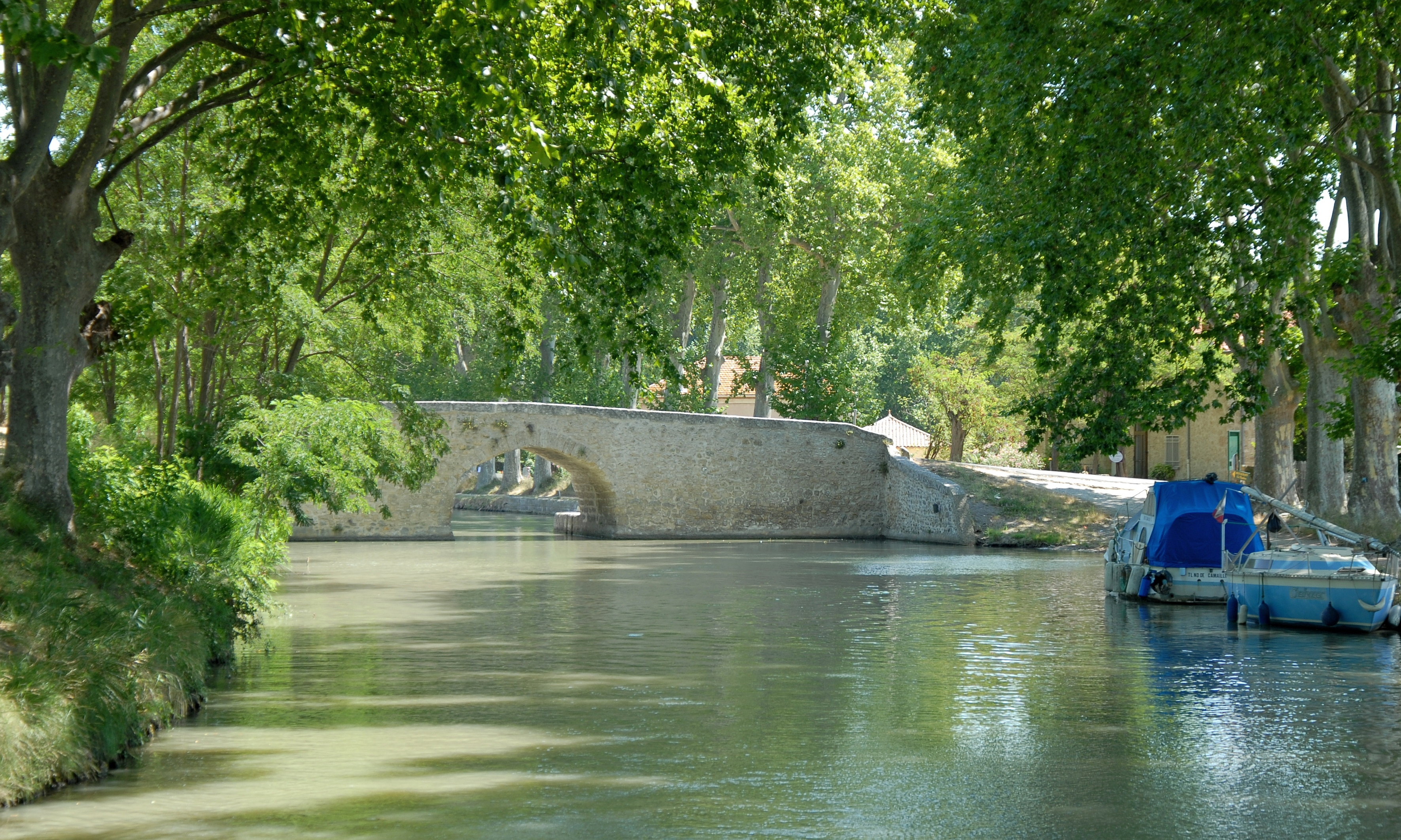
Em Capestang, ao fundo a antiga ponte romana
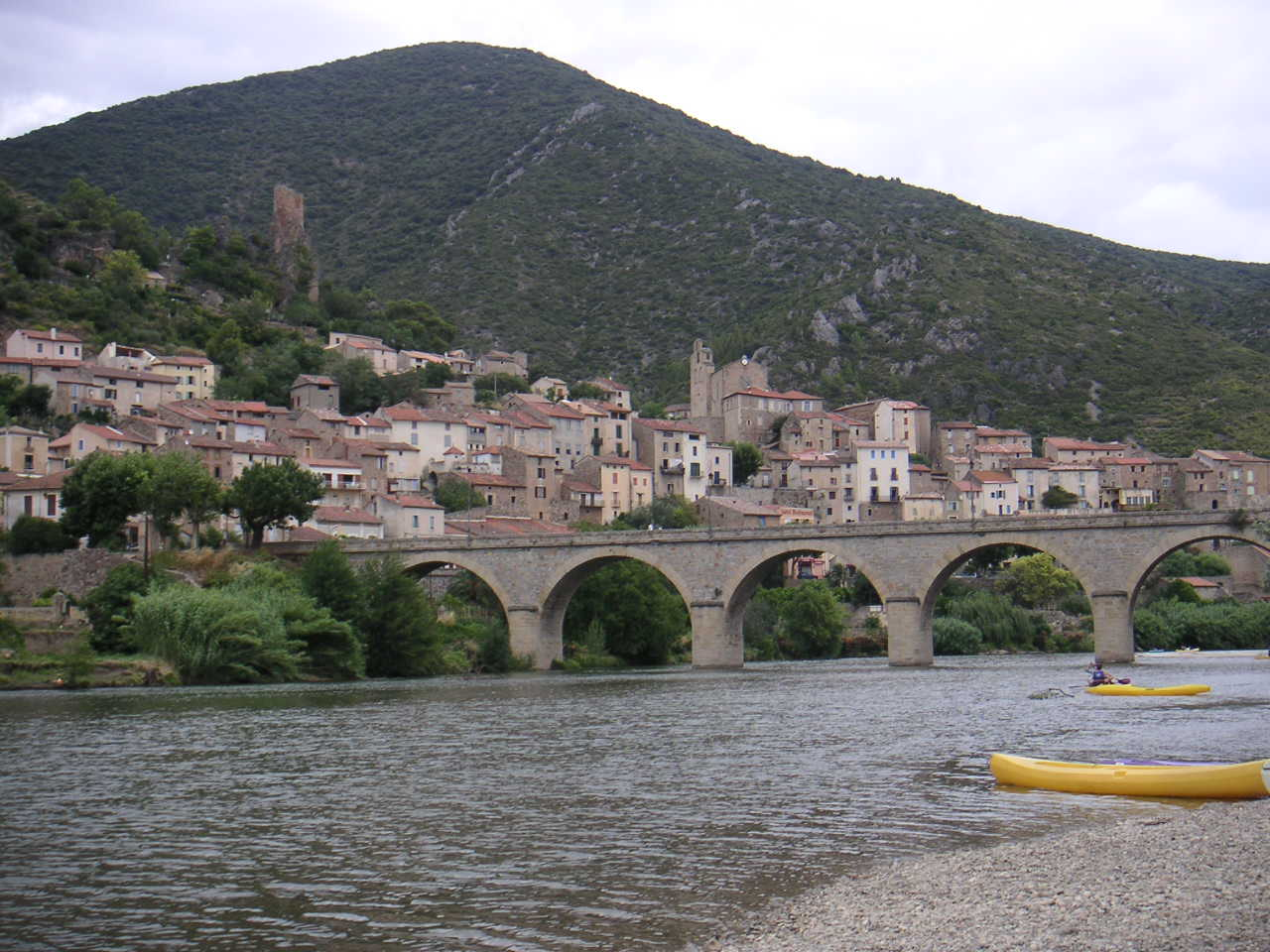
Em  Roquebrun
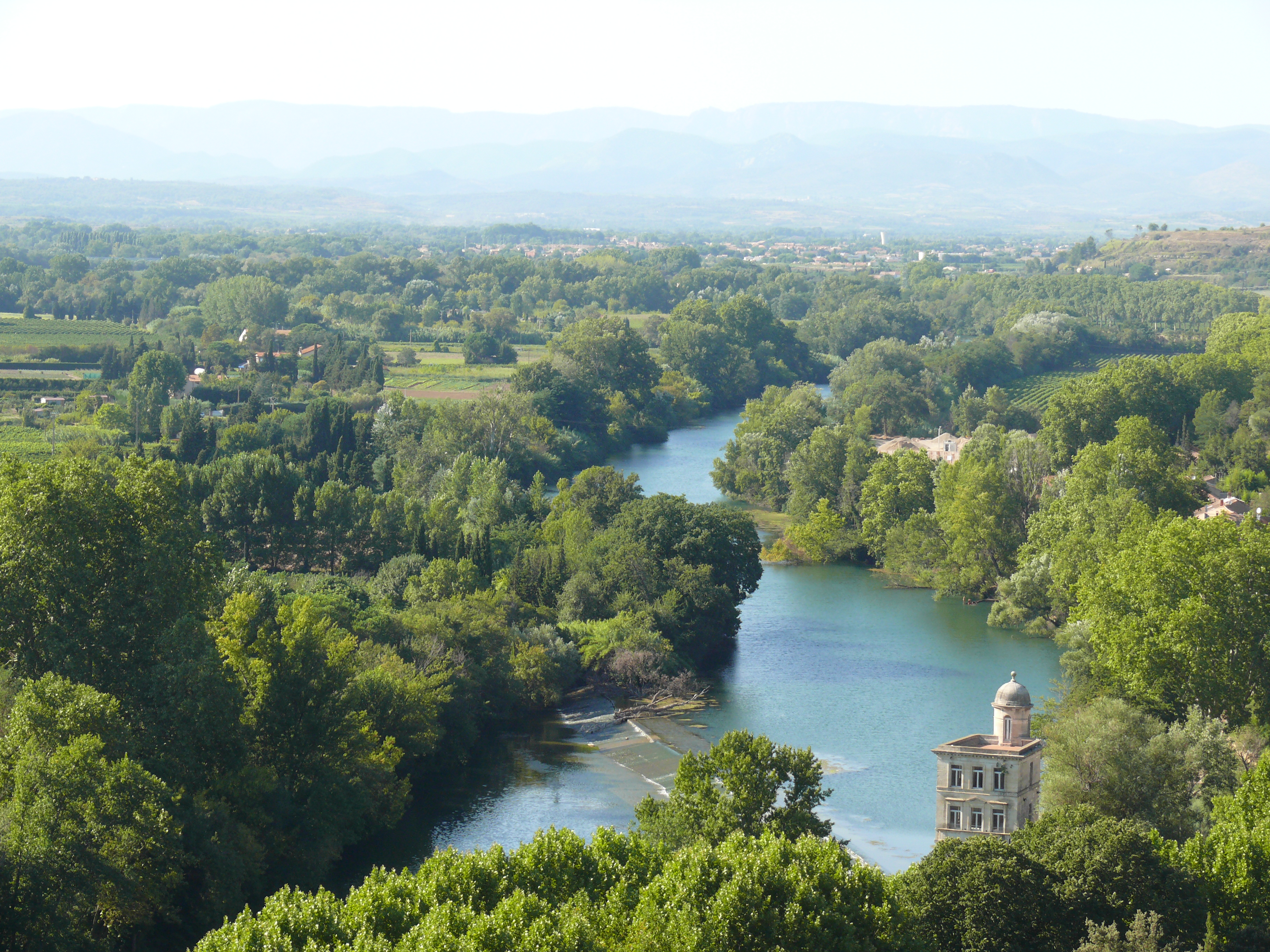
Em Béziers
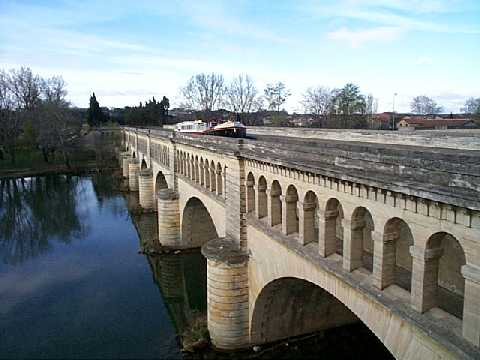
Aqueduto do Canal do Midi sobre o Orb